# Orchestre national de Barbès
La Orquesta nacional de Barbès (Orchestre national de Barbès, también abreviado como ONB) es un grupo de música francés fundado en 1995 por el bajista y compositor Youcef Boukella, antiguo músico de Cheb Mami. Inspirado en el raï magrebí, el grupo mezcla diversos géneros de música como el chaâbi, la salsa, el reggae, la música gnaoua, el jazz y también el rock consiguiendo una sonoridad original.
Su nombre proviene del bulevar Barbès de París, situado entre el barrio de Montmartre y el barrio de La Goutte d'Or, una zona habitada por una población de orígenes muy variados. De origen multiétnico, sus miembros son de diversas nacionalidades: Francia, Argelia, Túnez, Marruecos y Portugal. La orquesta ha actuado en muchas partes del mundo y adquirido fama internacional.

## Discografía
- En concert (1997)
- Poulina (1999)
- Alik (2008)
- Rendez-vous Barbès (2010)
- 15 ans de scène (live)